# Объект 772
«Объект 772» — проект советского ракетного танка. В отличие от танка «Объект 775», где применялся ракетный комплекс 9М15 «Тайфун», в этой машине планировался ПТУР «Лотос». Разработка началась в 1959 году в конструкторском бюро Челябинского тракторного завода. Создавал проект известный советский конструктор танков и тракторов Исаков П. П..
Первоначально ракетный комплекс планировали установить на одном из тяжёлых танков с того же предприятия (ЧТЗ), но потом остановились на танке Т-64. Прорабатывались 2 варианта типа пусковой установки — открытой и закрытой. Окончательно была выбрана закрытая. Корпус танка сварной из катаных броневых листов, лобовая часть из комбинированной трехслойной брони. Количество выстрелов —10.
Испытания «Лотоса» велись до 1966 года. Огонь вели с переоборудованного бронетранспортера БТР-60П. Танк «объект 772» создавать не стали, поскольку ракетный комплекс, под который он проектировался, на вооружение не приняли.